# Uladsislau Mjadsjucha
Uladsislau Mjadsjucha (belarussisch Уладзіслаў Мядзюха, englische Transkription Uladzislau Miadziukha; * 1. August 1995) ist ein belarussischer Biathlet.
Uladsislau Mjadsjucha startete international erstmals bei den Sommerbiathlon-Europameisterschaften 2013 in Haanja. Dort wurde er zu Beginn der Wettkämpfe in der Mixed-Staffel seines Landes eingesetzt und belegte an der Seite von Ksenija Pljaskina, Alena Luzykowitsch und Aljaksandr Knazko als Schlussläufer seiner Staffel den sechsten Rang. Im folgenden Sprint und dem Verfolgungsrennen kam er bei den Junioren zum Einsatz, bei denen er in beiden Rennen Siebter wurde.

## Belege
1. ↑  Sprintergebnisse Sommer-EM 2013 (Memento des Originals vom 14. Juli 2014 im Internet Archive)  Info: Der Archivlink wurde automatisch eingesetzt und noch nicht geprüft. Bitte prüfe Original- und Archivlink gemäß Anleitung und entferne dann diesen Hinweis. (PDF; 373 kB).
2. ↑  Verfolgungsergebnisse Sommer-EM 2013 (PDF; 380 kB).

| Personendaten    | Personendaten                      |
| ---------------- | ---------------------------------- |
| NAME             | Mjadsjucha, Uladsislau             |
| ALTERNATIVNAMEN  | Мядзюха, Уладзіслаў (belarussisch) |
| KURZBESCHREIBUNG | belarussischer Biathlet            |
| GEBURTSDATUM     | 1. August 1995                     |